# Ledce (district de Kladno)
Pour les articles homonymes, voir Ledce.
Ledce (en allemand : Ledetz) est une commune du district de Kladno, dans la région de Bohême-Centrale, en République tchèque. Sa population s'élevait à 493 habitants en 2020.

## Géographie
Ledce se trouve à 7 km au sud-ouest de Slaný, à 10 km au nord-ouest de Kladno et à 34 km à l'ouest-nord-ouest de Prague.
La commune est limitée par Řisuty au nord, par Přelíc à l'est, par Smečno au sud, par Hradečno au sud-ouest et par Drnek à l'ouest.

## Histoire
La première mention écrite de la localité date de 1400.